# Antoni Sitkowski

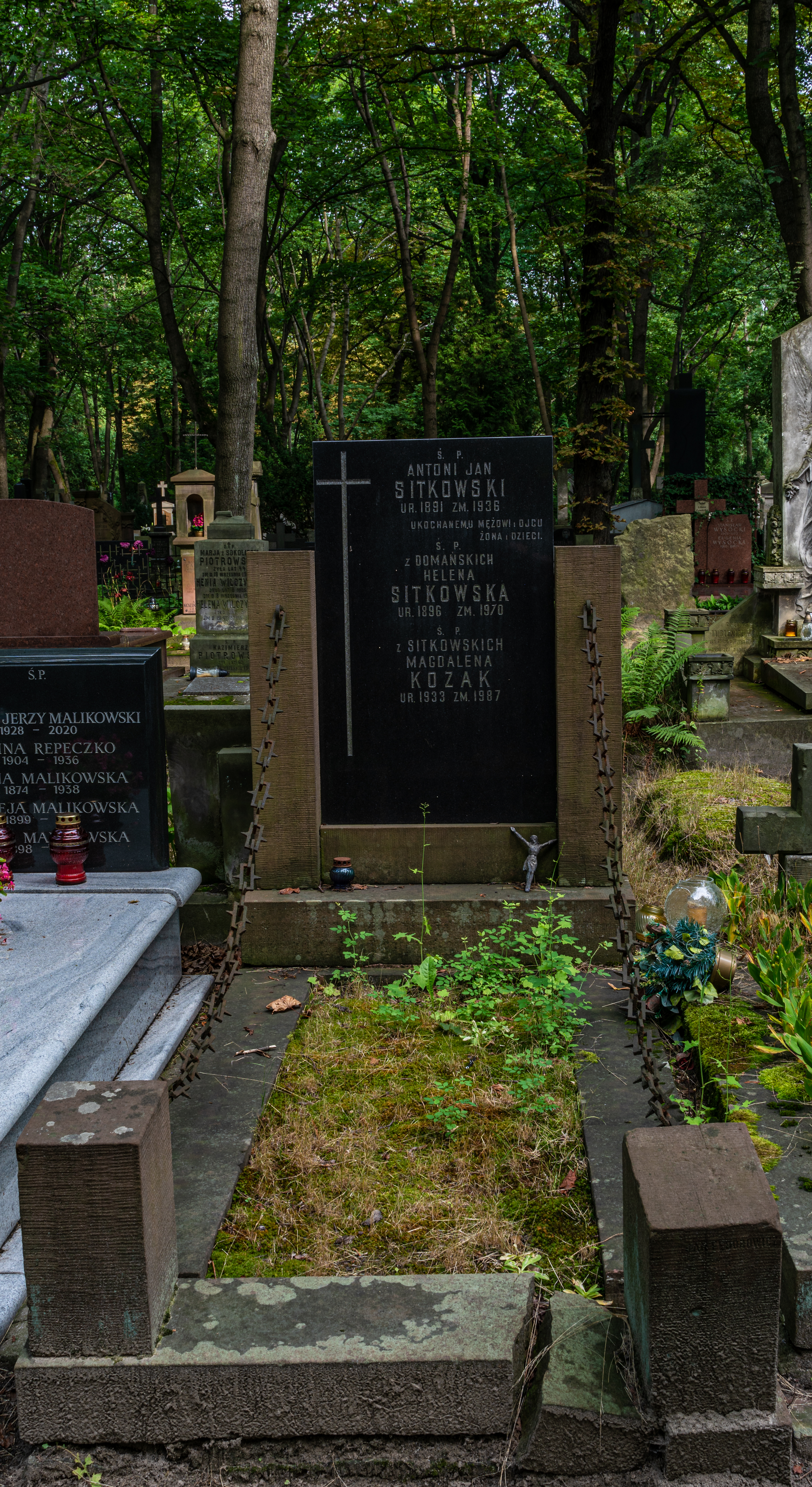
Grób Antoniego Sitkowskiego na cmentarzu Powązkowskim

Antoni Jan Sitkowski (ur. 1891 w Dąbrowie, zm. 3 maja 1936 w Warszawie) – inspektor Policji Państwowej.

## Życiorys
Urodził się 1 listopada 1891 w Dąbrowie, w ówczesnym powiecie opoczyńskim guberni radomskiej. Po ukończeniu gimnazjum w Częstochowie studiował w Wyższej Szkole Nauk Społecznych i Ekonomicznych w Łodzi. W latach 1914–1918 był kierownikiem milicji obywatelskiej w Radogoszczy.
W okresie II Rzeczypospolitej był oficerem Policji Państwowej. Od 1 czerwca 1922 do 10 sierpnia 1926 kierował okręgowym urzędem śledczym w Łodzi, a później w Lublinie i Warszawie. Od 21 sierpnia 1934 do 2 maja 1936 sprawował stanowisko naczelnika Wydziału IV w Komendzie Głównej PP – szefa Centrali Służby Śledczej. Był członkiem komitetu redakcyjnej wydawanego od stycznia 1936 czasopisma „Przegląd Policyjny”.
Zmarł 3 maja 1936 w Warszawie w następstwie ciężkiego przebiegu róży, która wywołała zapalenie płuc i ogółne zakażenie organizmu. Został pochowany na cmentarzu Powązkowskim w Warszawie 5 maja 1936 (kwatera 194-4-15).

## Ordery i odznaczenia
- Krzyż Kawalerski Orderu Odrodzenia Polski (10 listopada 1933)[8]
- Złoty Krzyż Zasługi (19 marca 1931)[9]
- Srebrny Krzyż Zasługi[2]